# Piatra-Olt
Piatra-Olt è una città della Romania di 6 145 abitanti, ubicata nel distretto di Olt, nella regione storica dell'Oltenia. 
L'area amministrativa è formata dalle località di Bistriţa Nouă, Criva de Jos, Criva de Sus, Enoșești e Piatra.
Piatra-Olt è un importante nodo ferroviario, ubicato all'incrocio delle linee per Craiova, Râmnicu Vâlcea, Caracal e Pitești.